# 羊膜
羊膜（amnion，amniotic membrane）是羊膜动物（包括爬行类，鸟类 和哺乳类）包绕发育中胚胎的最内层的胎膜，其内充满羊水，胚胎或胎儿浸浴在羊水中。
羊膜的本质是一层封闭的半透明薄膜，由一层羊膜上皮和少量胚外中胚层构成，内无血管，其内包裹着的空间称为羊膜囊。羊膜的上皮细胞表面有微绒毛，使羊水与羊膜间进行交换。
羊膜的主要作用是保护胚胎的发育不受外界的干扰，例如剧烈机械刺激和温度变化等。从发育的角度来说，羊膜的外侧部分来自于中胚层而内侧部分来自于外胚层。

鸡胚胎羊膜位置示意图

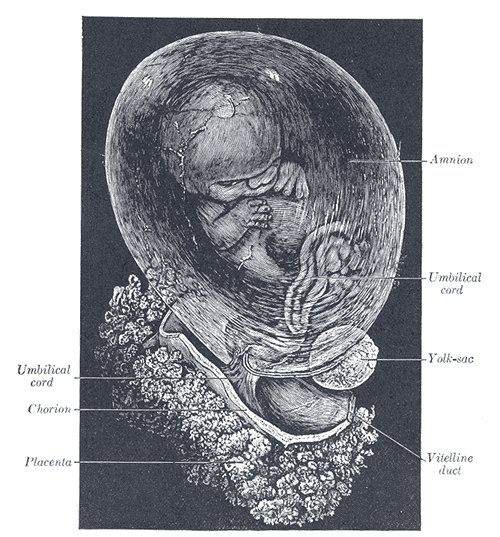
人胚胎羊膜位置示意图